# Borostás nemezesgomba
A borostás nemezesgomba (Ripartites tricholoma) a pereszkefélék családjába tartozó, Európa és Észak-Amerika fenyveseiben, vegyes erdeiben honos, nem ehető gombafaj. Egyéb elnevezései borostás álcölöpgomba, borostás szöszösgomba, foltos nemezesgomba.

## Megjelenése
A borostás nemezesgomba kalapja 2-4 cm átmérőjű; alakja kezdetben domború, de hamar tölcséresedik. Széle sokáig begöngyölt marad. Felülete a széle felé 1 mm-es fehér szőrökkel, szöszökkel borított, a széle is pillás. Színe fehér, szürkésfehér, vajszínű, közepe idővel bőrszínűvé válik. Húsa vékony, piszkosfehér. Íze és szaga nem jellegzetes. 
Sűrűn álló, keskeny, lefutó lemezei sokáig fehéresek, majd hús vagy agyagbarnák lesznek. 
Spórapora sárgásbarna. Spórái majdnem gömb alakúak, tüskések, méretük 3,5-5 x 3,5-4 µm.
Tönkje 2-4 cm magas és 0,5 cm vastag. Alakja hengeres, színe húsbarnás, végig fehéren pelyhes.

### Hasonló fajok
A nem szőrös kalapszélű, fehér lemezű Clitocybe fajokkal lehet összetéveszteni. Saját nemzetségén belül az egyetlen borostás kalapú faj.

## Elterjedése és termőhelye
Európában és Észak-Amerikában honos. Magyarországon nem ritka.
Fenyvesekben és fenyőelegyes lomberdőkben található meg. Júniustól decemberig terem.
Nem ehető.   